# Three Weeks (film 1914)
Three Weeks è un film muto del 1914 diretto da Perry N. Vekroff  che si basa sull'omonimo romanzo di Elinor Glyn, pubblicato a Londra nel 1907. Nel 1924, ne venne fatto un rifacimento, sempre con il titolo Three Weeks, diretto da Alan Crosland.

## Trama
Nel prologo, il principe Alexis di Veseria cede il trono a Nicholas per salvare suo figlio Paul e parte in esilio.
Ventidue anni dopo, il dissoluto figlio dell'usurpatore, il re Stefano, è sposato a Sonia. Il popolo ama la regina ma disapprova il comportamento del re. Sonia lascia Veseria per la Svizzera, decisa a non ritornare in patria finché il marito non si sia ravveduto. A Lucerna, la regina incontra Paul Verdayne che si innamora di lei e la corteggia. Sonia sembra rispondere al sentimento di Paul ma, quando giunge la notizia che Stefan è malato, torna a Veseria. Qui, scopre che esiste un complotto per togliere il trono al re. Lei giura che solo un erede legittimo potrà salire al trono. Anna, la sua amica più fedele, ha il sospetto che Paul possa essere il vero erede di Veseria, il figlio del deposto principe Alexis, e Sonia ne ha la conferma trovando sul braccio dell'uomo un segno particolare. Dalla relazione tra Paul e Sonia nasce un bambino ma la regina viene uccisa da Stefano in preda a un attacco di febbre cerebrale. Sonia viene vendicata da Dimitri, la sua fedele guardia del corpo, che uccide il re.
Nell'epilogo, Paul assiste, senza farsi riconoscere, all'incoronazione del figlio, il nuovo giovane re di Veseria.

## Produzione
Il film fu prodotto dalla Reliable Feature Film Co.

## Distribuzione
Il copyright del film, richiesto da Benjamin S. Moss, fu registrato il 2 gennaio 1915 con il numero LU4202.
Presentato da B.S. Moss, uscì nelle sale cinematografiche statunitensi l'8 ottobre 1914. In Finlandia, dove venne distribuito il 1º dicembre 1924, prese il titolo Hans Dronning.
Non si conoscono copie ancora esistenti della pellicola che viene considerata presumibilmente perduta.